# 2001 у футболі
Нижче наведені футбольні події 2001 року у всьому світі.

## Засновані клуби
- Арсенал (Київ)
- Олімпік (Донецьк)
- Тирасполь (Молдова)

## Національні чемпіони
- Англія: Манчестер Юнайтед
- Аргентина
  - Клаусура: Сан-Лоренсо де Альмагро
  - Апертура: Расінг (Авельянеда)
- Бразилія: Атлетіко Паранаенсе
- Італія: Рома
- Іспанія: Реал Мадрид
- Нідерланди: ПСВ
- Німеччина: Баварія (Мюнхен)
- Парагвай: Серро Портеньйо
- Португалія: Боавішта
- Росія: Спартак (Москва)
- Україна: Динамо (Київ)
- Франція: Нант